# Nordwich (Singlis)
Koordinaten: 51° 4′ 16″ N, 9° 19′ 13″ O
Nordwich, auch Nordwig, ist eine Dorfwüstung im Norden der Gemarkung von Singlis, einem Stadtteil von Borken im nordhessischen Schwalm-Eder-Kreis.
Die Lage der Siedlung ist bisher nur ungefähr zu lokalisieren; sie lag wohl auf etwa 170 m Höhe über NHN zwischen Singlis und Uttershausen am westlichen Ufer der Schwalm und am südwestlichen Fuß des Dosenbergs. Obwohl wahrscheinlich bereits schon wesentlich länger besiedelt, wurde der Ort erst 1209 in einem Einkommensverzeichnis des Fritzlarer Petersstifts als „Northwic“ erstmals urkundlich erwähnt.
Wann der Ort aufgegeben wurde, ist nicht mit Sicherheit bekannt, aber er lag wohl bereits wüst, als das Kloster Haina in den Jahren 1265–1270 von den Brüdern Timmo, Werner und Hermann von Züschen deren dortigen Grundbesitz und das Gericht sowie von Antonia von Borken, Witwe des Heinrich von Boyneburg, und vom Kloster Weißenstein deren dortige Güter und Rechte kaufte. Haina erwarb auch in den Jahren 1304, 1312, 1315 und 1319 weiteren Grundbesitz in der Gemarkung Nordwich, die mitsamt dem Gericht offensichtlich noch bis ins 15. Jahrhundert fortbestand: noch 1484 und 1492 wurde Werner von Löwenstein-Westerburg mit 14 Morgen im Gericht Nordwich belehnt. Spätestens 1839 wurden diese Besitzungen dann zur Gemarkung Singlis gerechnet. Der Zehnt aus der Gemarkung stand als hersfeldisches Lehen den Herren von Falkenberg zu, bis auch dieser 1461 zur Hälfte und 1479 gänzlich vom Kloster Haina erworben wurde.